# Antissistema

Grafito antissistema em Marselha, França

Antissistema e antiestablishment (em inglês: anti-establishment) são adjetivos usados para designar um indivíduo, grupo ou ideia que é contra as instituições oficiais, sejam elas políticas, económicas ou sociais, da forma vigente da sociedade. Em português, também se usa a expressão "contra a ordem estabelecida".